# Darwinsaurus
Darwinsaurus là một chi khủng long, được Paul mô tả khoa học năm 2012.